# Noord Nederland (schip, 2002)
De Noord Nederland is een vrachtcatamaran van Rederij Doeksen.
Het schip vaart tussen Harlingen-Terschelling en tussen Harlingen-Vlieland
Het is de eerste rorocatamaran van dit type in Europa. Het is ontwikkeld en gebouwd in Australië.

## Geschiedenis
Het schip is ontwikkeld en gebouwd in Australië. Het schip is in dienst genomen op 9 augustus 2002. In 2017 is de Noord-Nederland verlengd met 20 meter, het schip is verlengd door Damen Shipyards Group in Harlingen.

## Dienstregeling
De Noord Nederland vaart  twee keer per werkdag van en naar Terschelling vanuit de ligplaats in de industriehaven van Harlingen. Ze vaart op zaterdag in de zomermaanden naar Vlieland dit om de afvalstromen terug te brengen naar Harlingen.
De Noord Nederland is vooral bedoeld voor het vervoer van vracht en gevaarlijke stoffen en het ontlasten van de grotere veerboten, zodat deze meer auto's kunnen meenemen.

## Onderhoud
De Noord-Nederland gaat één keer per jaar naar de werf in Harlingen voor een (gedeeltelijke) verfbeurt en een algehele inspectie.

## Fotogalerij

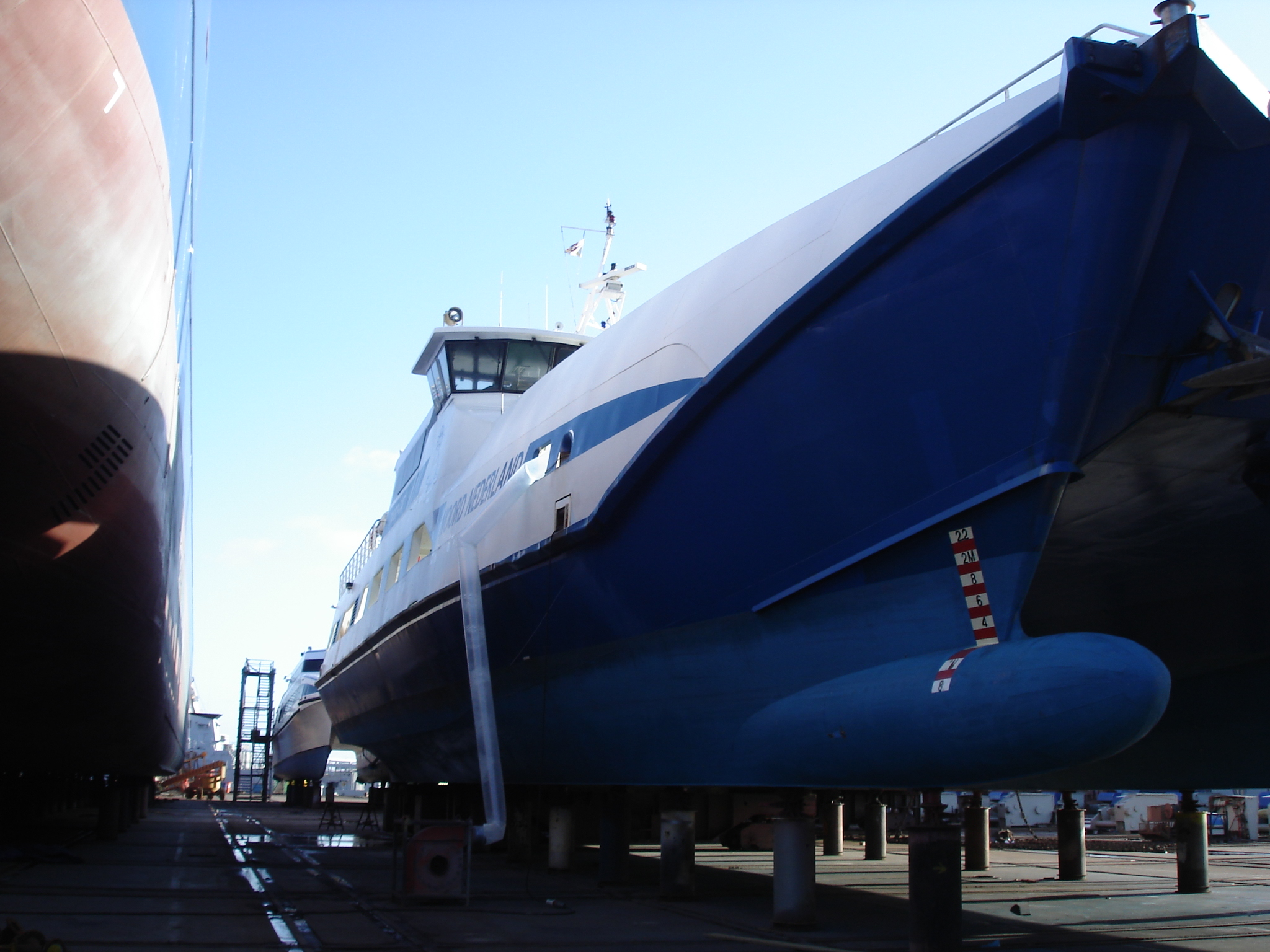
Noord Nederland op de werf
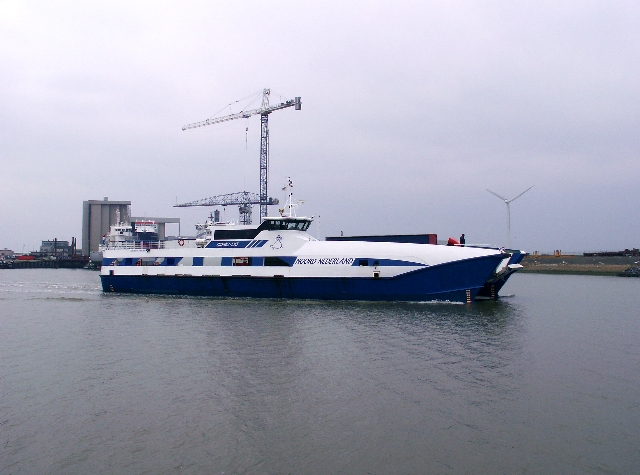
Noord Nederland in haven